# آسلسان
آسلسان (به ترکی استانبولی: ASELSAN) شرکت صنایع دفاعی ترکیه‌ای است، که در زمینه ارائه خدمات نیروهای نظامی، تولید نرم‌افزارها و تجهیزات الکترونیکی، رادارها، دوربین‌های دید در شب، تجهیزات شناسایی دوست یا دشمن، سیستم‌های پدافند هوایی و سیستم‌های جنگ الکترونیک فعالیت می‌کند.
شرکت آسلسان در سال ۱۹۷۵ توسط نیروهای مسلح ترکیه تأسیس شد. دفتر مرکزی این شرکت در شهر آنکارا قرار دارد و بخشی از سهام آن در بازار بورس استانبول معامله می‌شود. شرکت آسلسان هم‌اکنون در رتبه ۴۸ از بزرگترین شرکت‌های دفاعی جهان قرار دارد.